# La Fille du roi des marais
Pour plus de détails, voir Fiche technique et Distribution.
La Fille du roi des marais (The Marsh King's Daughter) est un film américain réalisé par Neil Burger et sorti en 2023. Il s'agit d'une adaptation du roman éponyme de Karen Dionne.

## Synopsis
Aujourd'hui mariée à Stephen et maman d'une petite fille, Helena Pelletier apprend que son père, Jacob Holbrook, est mort calciné dans un accident de voiture après son évasion de prison. L'homme avait jadis enlevé sa mère Beth et Helena était née durant leur captivité au cœur des marais du Nord du Michigan. Pendant 12 années, elle a grandi dans une nature hostile sous l'autorité sévère de Jacob qui l'appelait sa « petite ombre », la formait patiemment aux techniques cruelles de la chasse et lui infligeait ensuite des tatouages initiatiques sur le corps. Un jour, sa mère parvient à s'échapper et emmène Helena de force pour se réfugier dans un commissariat. Mais la fillette ne comprend pas pourquoi on veut la séparer de son père, qui se fait rapidement arrêter par la police et incarcérer.
Des années plus tard, Helena s'est efforcée d'oublier son enfance et n'a jamais eu le courage de dévoiler à son mari qu'elle était la fille du tristement célèbre « roi des marais ». Persuadée que la mort de son père n'est qu'une ruse et que celui-ci a en fait l'intention de lui prendre sa fille, Helena décide d'aller à la rencontre de Jacob dans les marais, là où il lui a tout appris.

## Fiche technique
Sauf indication contraire, les informations mentionnées dans cette section peuvent être confirmées par la base de données cinématographiques IMDb,  présente dans la section « Liens externes ».
- Titre original : The Marsh King's Daughter
- Titre français : La Fille du roi des marais
- Réalisation : Neil Burger
- Scénario : Elle Smith et Mark L. Smith, d'après La Fille du roi des marais de Karen Dionne
- Musique : Adam Janota Bzowski
- Décors : Tim Grimes
- Costumes : Anne Dixon
- Photographie : Alwin H. Küchler
- Montage : Naomi Geraghty
- Production : Keith Redmon, Teddy Schwarzman et Mark L. Smith

Producteurs délégués : Samuel J. Brown, Tara Finegan, Adam Fogelson, John Friedberg, Michael Heimler, Charles Miller, Philip Moross et Robert Simonds
- Sociétés de production : STX Films, Black Bear Pictures et Anonymous Content
- Sociétés de distribution : Prime Video (France), Roadside Attractions / Lionsgate (États-Unis), STX International (international)
- Budget : n/a
- Pays de production :  États-Unis
- Langue originale : anglais
- Format : couleur
- Genre : thriller psychologique
- Durée : 108 minutes
- Dates de sortie[1] :
  - États-Unis : 3 novembre 2023
  - France :  11 janvier 2024 (sur Prime Video)
  - France :  15 février 2024 (DVD)
- Classification[2] :
  - États-Unis : R

## Distribution
- Daisy Ridley (VQ : Marie-Laurence Boulet) : Helena Pelletier
- Ben Mendelsohn (VQ : Frédéric Desager) : Jacob Holbrook
- Gil Birmingham (VQ : Sylvain Hétu) : Clark Bekkum
- Caren Pistorius (VQ : Émilie Josset) : Beth, la mère de Helena
- Garrett Hedlund (VQ : Frédérik Zacharek) : Stephen Pelletier
- Brooklynn Prince (VQ : Alice Déry) : Helena, jeune
- Joey Carson (VQ : Simone Paradis) : Marigold Pelletier
- Yanna McIntosh : l'agent Lorna Illing

## Production

### Genèse, développement et attribution des rôles
Le projet est annoncé en février 2018 avec un scénario écrit par Elle Smith et Mark L. Smith. Morten Tyldum doit quant à lui réaliser le film avec Alicia Vikander dans le rôle principal.
Le tournage devait alors avoir lieu à l'été 2019. Cependant, le film ne refait plus parler de lui jusqu'en février 2021. Il est alors précisé que Morten Tyldum et Alicia Vikander ne sont plus impliqués dans le projet. Neil Burger reprend la réalisation avec cette fois Daisy Ridley comme tête d'affiche.
En mai 2021, Ben Mendelsohn rejoint la distribution, suivi par Brooklynn Prince, Gil Birmingham, Caren Pistorius et Garrett Hedlund en juin,

### Tournage
Le tournage débute en juin 2021,,. Il a lieu dans l'Ontario au Canada, notamment à Alliston et Lindsay. Les prises de vues s'achèvent le 6 août 2021.